# (10445) Coster
(10445) Coster es un asteroide perteneciente al cinturón de asteroides, descubierto el 29 de septiembre de 1973 por Cornelis Johannes van Houten en conjunto a su esposa también astrónoma Ingrid van Houten-Groeneveld y el astrónomo Tom Gehrels desde el Observatorio del Monte Palomar, Estados Unidos.

## Designación y nombre
Designado provisionalmente como 4090 T-2. Fue nombrado Coster en honor al físico holandés Dirk Coster que junto con George Hevesy, descubrió el hafnio elemento metálico número 72, que se asemeja estrechamente al elemento 40 el circonio por lo que es resistente a altas temperaturas.

## Características orbitales
Coster está situado a una distancia media del Sol de 2,471 ua, pudiendo alejarse hasta 2,849 ua y acercarse hasta 2,093 ua. Su excentricidad es 0,152 y la inclinación orbital 3,795 grados. Emplea 1419 días en completar una órbita alrededor del Sol.

## Características físicas
La magnitud absoluta de Coster es 14,6. Tiene 3,089 km de diámetro y su albedo se estima en 0,322.